# Godzisz (powiat radomski)
Godzisz – wieś w Polsce, położona w województwie mazowieckim, w powiecie radomskim, w gminie Jedlińsk.
Wieś wchodzi w skład sołectwa Bierwiecka Wola.
Do 2024 r. miejscowość była przysiółkiem wsi Bierwce. W latach 1975–1998 przysiółek należał administracyjnie do województwa radomskiego.
Wierni kościoła rzymskokatolickiego należą do parafii Niepokalanego Serca Najświętszej Maryi Panny w Bierwcach.